# Mingteke-Pass
Der Mingteke-Pass oder Mingteke Daban (chinesisch 明鐵蓋達坂 / 明铁盖达坂, Pinyin Míngtiěgě Dábǎn), auch Mintaka-Pass, ist ein Gebirgspass im äußersten Osten des Hindukusch.
Er verbindet das Uigurische Autonome Gebiet Xinjiang im äußersten Westen der Volksrepublik China und Kaschmir in Pakistan. Er ist 4703 m hoch. Auf chinesischer Seite liegt er auf dem Gebiet des Tadschikischen Autonomen Kreises Taschkorgan im Bezirk Kaschgar. Vor der Eröffnung des Karakorum Highway über den Kunjirap-Pass verlief die Hauptverbindung über Mingteke, da dieser Bereich länger schneefrei verblieb. Als jedoch auch der Mingteke vergletscherte, wurde der Kilik-Pass von den Lastenträgern und den Lasttieren bevorzugt.
Der Karakorum Highway führt weiter südlich entlang und anschließend östlich über den Kunjirap-Pass, denn wegen der Nähe zur Sowjetunion entschied man sich gegen Mingteke als Grenzquerung.